# Penápolis
Penápolis is een gemeente in de Braziliaanse deelstaat São Paulo. De gemeente telt 59.597 inwoners (schatting 2009).

## Aangrenzende gemeenten
De gemeente grenst aan Alto Alegre, Avanhandava, Barbosa, Braúna, Glicério en Zacarias.

## Sport
De stad heeft één grote voetbalclub CA Penapolense, die van 2013 tot 2015 in de hoogste klasse van het Campeonato Paulista speelde. 

## Geboren in Penápolis
- Oswaldo Riberto (1933-1993), voetballer